# Piperonal
Piperonal – organiczny związek chemiczny z grupy aldehydów występujący w olejkach eterycznych. Stosowany jest w przemyśle perfumeryjnym jako składnik kompozycji zapachowych, do aromatyzowania likierów oraz jako prekursor MDA i MDMA.